# رضا معرفت
رضا معرفت از سیاستمداران ایرانی بود، که در دوره‌  بیستم بعنوان نماینده تهران در مجلس شورای ملی حضور داشت.